# Pichincha (Buenos Aires)
Pichincha is een plaats in het Argentijnse bestuurlijke gebied General Villegas in de provincie Buenos Aires. De plaats telt 24 inwoners.